# Ferdinand Schmidt (Autor)

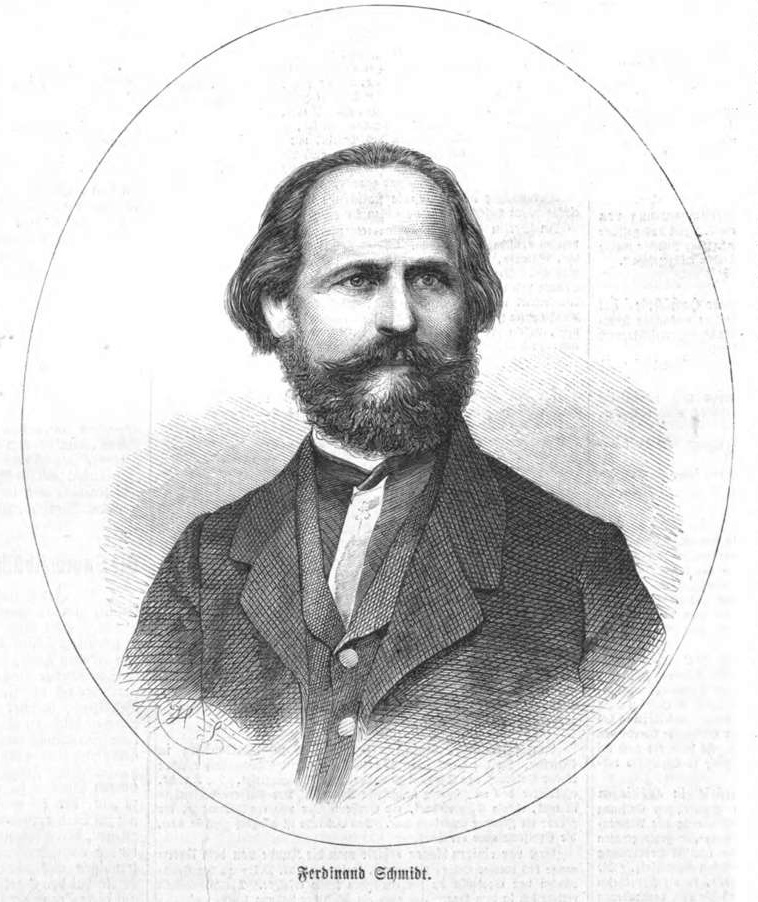
Ferdinand Schmidt, 1870. Grafik von Hermann Scherenberg.

Ferdinand Friedrich Schmidt (* 2. Oktober 1816 in Frankfurt (Oder); † 30. Juli 1890 in Berlin) war ein deutscher Schriftsteller und Volkspädagoge.

## Leben
In Neuzelle, wo sein Vater die Stelle des Kornschreibers innehatte, verlebte er seine Jugend. Im Alter von 15 Jahren wurde er Hauslehrer auf einer Oberförsterei bei Neuzelle. Als im Jahr 1834 sein Vater starb, musste er zunächst in sein Elternhaus zurückkehren. Dann besuchte er das Lehrerseminar in Neuzelle, um sich zum Lehrer auszubilden. Er wurde 1837 im Berliner Gemeindeschuldienst angestellt und unterrichtete an der Armenschule.
Schmidt veröffentlichte in der Berliner Zeitschrift Die Biene einen Aufruf mit der Bitte um Bücherspenden für eine Volksbibliothek, worauf ihm 218 Bände geschenkt wurden. Seit 1845 trat Schmidt mit zahlreichen Volks- und Jugendschriften hervor, die zuerst in der Zeitschrift Die Biene, dann in der Deutschen Jugendbibliothek erschienen, die das Bildungsniveau der unteren Schichten heben, aber auch ihr Nationalgefühl steigern sollten. 1846 gründete er in Berlin nach einer Versammlung im „Tivoli“ am Kreuzberg (Viktoria-Quartier) den Verein zum Wohle der arbeitenden Klassen. Er gab Lehrbücher für den Schulunterricht und ein Buch zur Preußischen Geschichte heraus. Als er aufgrund seiner Verdienste zum Hauptlehrer befördert werden sollte, stellte der zuständige Provinzialschulrat die Bedingung, dass Schmidt nicht mehr publizieren dürfe. Das lehnte Schmidt ab und blieb einfacher Lehrer.
Ferdinand Schmidt starb 1890 im Alter von 73 Jahren in Berlin. Beigesetzt wurde er auf dem dortigen St. Elisabeth-Friedhof an der Ackerstraße. Das Grab ist nicht erhalten.

## Werke (Auswahl)
als Autor
- Preußische Vaterlandskunde für Schule und Haus. Breslau 1846.
- Schiller. Ein Lebensbild für Jung und Alt. Neufeld & Henius, Berlin 1859.
- Oswin oder die Schule des Lebens. eine Erzählung. 3. Aufl. Voigtländer Verlag, Kreuznach 1882.
- Der dreißigjährige Krieg. Berlin 1864 (2 Bände).
- Leitfaden der Brandenburg-Preussischen Geschichte. Verlag Friedberg & Moser, Berlin 1865.
- Alexander von Humboldt. Ein Lebensbild für Jung und Alt. Berlin 1869.
- Oranienburg und Fehrbellin. Ein historisches Gemälde aus der Regierungszeit des Großen Kurfürsten. 9. Auflage, Berlin S.W., Verlag von Neufeld & Henius

als Bearbeiter
- Die schönsten Märchen, Legenden und Sagen des deutschen Volkes. Für Schule und Haus gesammelt aus den Werken unserer vorzüglichsten Dichter. Krüger Verlag, Berlin 1851.
- Homer’s Odyssee. 14. Aufl. Oehmigke Verlag, Berlin 1855.
- Homer’s Iliade. Der trojanische Krieg. Verlag Mohr, Berlin 1857.
- Götter und Helden. Erzählungen aus der griechischen Vorzeit. Berlin 1857.
- Preußens Geschichte in Wort und Bild. Ein Hausbuch für alle. Berlin 1864/74 (2 Bände).